# 白眉鸣鹃鵙
白眉鸣鹃鵙（学名：Lalage moesta）是山椒鸟科鸣鹃鵙属的一种，为印度尼西亚的特有种。